# 슬랜트 매거진
《슬랜트 매거진》(Slant Magazine)은 영화, 음악, TV, DVD, 연극, 비디오 게임 등에 대한 리뷰와 배우, 감독, 뮤지션과의 인터뷰를 제공하는 미국의 온라인 매체이다. 또한 뉴욕 영화제를 비롯한 다양한 영화제를 다루고 있다.

## 역사
《슬랜트 매거진》은 2001년에 창간되었다. 2010년 1월 21일, 매체는 재출범하며 《하우스 넥스트 도어》라는 엔터테인먼트 블로그를 흡수하였다. 이 블로그는 《뉴욕 타임스》 및 《뉴욕 프레스》의 전직 필진인 맷 졸러 세이츠(Matt Zoller Seitz)가 설립하였으며, 《타임 아웃 뉴욕》의 전 영화 평론가였던 키스 어릭(Keith Uhlich)이 2012년까지 편집장을 맡아 운영하였다.